# Зинкевич, Денис Николаевич
Денис Николаевич Зинкевич — гвардии рядовой Вооружённых Сил Российской Федерации, участник антитеррористических операций в период Второй чеченской войны, погиб при исполнении служебных обязанностей во время боя 6-й роты 104-го гвардейского воздушно-десантного полка у высоты 776 в Шатойском районе Чечни.

## Биография
Денис Николаевич Зинкевич родился 15 марта 1980 года в деревне Пожнище Псковского района Псковской области. После окончания Псковской средней школы № 1 поступил в Псковский сельскохозяйственный техникум (ныне — Псковский агротехнический колледж).
9 июня 1999 года Зинкевич был призван на службу в Вооружённые Силы Российской Федерации Псковским районным военным комиссариатом Псковской области. После прохождения обучения был зачислен гранатомётчиком в войсковую часть № 32515 (104-й гвардейский воздушно-десантный полк, дислоцированный в деревне Черёха Псковского района Псковской области), службу проходил в 6-й парашютно-десантной роте.
С началом Второй чеченской войны в составе своего подразделения гвардии рядовой Денис Зинкевич был направлен в Чеченскую Республику. Принимал активное участие в боевых операциях. С конца февраля 2000 года его рота дислоцировалась в районе населённого пункта Улус-Керт Шатойского района Чечни, на высоте под кодовым обозначением 776, расположенной около Аргунского ущелья. 1 марта 2000 года десантники приняли здесь бой против многократно превосходящих сил сепаратистов — против всего 90 военнослужащих федеральных войск, по разным оценкам, действовало от 700 до 2500 боевиков, прорывавшихся из окружения после битвы за райцентр — город Шатой. Гвардии рядовой Денис Зинкевич в разгар боя получил тяжёлое ранение, но остался в строю, вместе со всеми своими товарищами отражая ожесточённые атаки боевиков Хаттаба и Шамиля Басаева. Даже будучи раненым, он продолжал сражаться, пока не пал от пули снайпера. В том бою погибли ещё 83 его сослуживца.
Похоронен на кладбище деревни Горнево Псковского района Псковской области.
Указом Президента Российской Федерации от 12 марта 2000 года за мужество и отвагу, проявленные при ликвидации незаконных вооружённых формирований в Северо-Кавказском регионе, гвардии рядовой Денис Николаевич Зинкевич посмертно был удостоен ордена Мужества.

## Память
- В честь Зинкевича названа улица в деревне Горнево Псковского района Псковской области.
- Мемориальная доска в память о Зинкевиче установлена на здании Псковского агротехнического колледжа.
- Бюст Зинкевича установлен в деревне Соловьи Псковского района Псковской области[5].